# Markus Büning

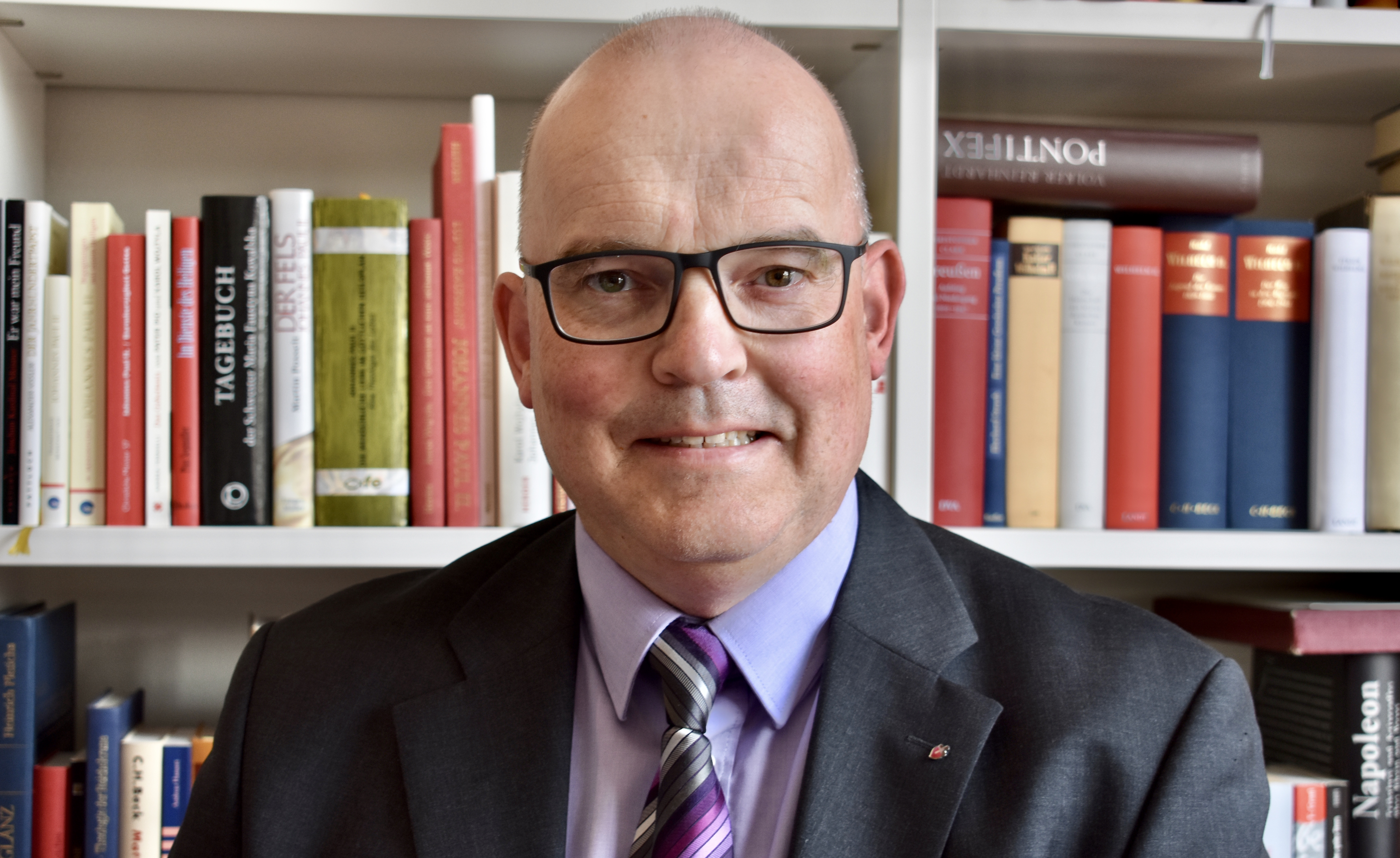
Markus Büning 2017

Markus Büning (* 6. Februar 1966 in Ahaus) ist ein katholischer Publizist und Jurist sowie Theologe.

## Leben
Bünig studierte von 1985 bis 1990 katholische Theologie und Philosophie in Münster und München. Nach dem Diplomabschluss absolvierte er ein Studium der Rechtswissenschaft an den Universitäten Konstanz und Münster und wurde 2001 in Münster zum Doktor der Rechtswissenschaften promoviert. Nach Tätigkeiten als Assistent an den Universitäten Konstanz und Münster trat er als Jurist in den Verwaltungsdienst. Von 2004 bis 2010 war er Erster Beigeordneter der Stadt Gronau (Westf.) und dort allgemeiner Vertreter des Bürgermeisters. In seiner Funktion war er zuständig für den Vorstandsbereich 3 – Jugend und Familie, Soziales, Arbeit, Schule und Sport sowie Kultur. Er ist seit dem Jahr 2005 nebenamtliches Mitglied des Justizprüfungsamtes beim Oberlandesgericht Hamm und prüft dort im Ersten Staatsexamen das Öffentliche Recht. Im Jahr 2014 begann er mit seiner Tätigkeit als Autor mit Schwerpunkt auf dem Gebiet der Hagiografie.
Bünning veröffentlicht theologische Artikel und Aufsätze in diversen katholischen Medien. Unter anderem kritisierte er die kirchliche und staatliche Anerkennung der gleichgeschlechtlichen Ehe und war gegen das Recht auf Abtreibung. So lobte Büning beispielsweise in einem Artikel vom 27. Januar 2017 den Einsatz des kurz zuvor vereidigten US-Präsidenten Donald Trump gegen eine angebliche „Abtreibungsindustrie“ und beklagte, dass Regierenden „in den Ländern des dekadenten Kern-EU-Europas“ der Mut dazu fehle. In einem Artikel vom 7. November 2018 sprach Büning im Zusammenhang mit der Öffnung der Ehe für gleichgeschlechtliche Paare von einem „Endkampf zwischen dem Herrn und dem Reich Satans“, in dem „die tragende Säule der Schöpfung“ auf dem Spiel stehe. Über die kirchliche Einflusssphäre hinaus befand er es für „gruselig“, dass auch Spitzenpolitiker von AfD und CDU in gleichgeschlechtlichen Beziehungen leben würden. „Welche Wirkung wird es denn auf unsere Kinder und Kindeskinder haben, wenn eventuell bald der oder die erste homosexuelle Person, die in einer homosexuellen Partnerschaft lebt, Regierungschef unseres Landes ist. Welche Vorbildwirkung wird all dies auf die jüngere Generation haben?“ An anderer Stelle schrieb Büning, dass „die Möglichkeit einer Bekehrung“ von Homo- zur Heterosexualität „von der mitunter sehr aggressiv auftretenden Homo-Lobby negiert“ werde.

## Schriften (Auswahl)
- Bekenntnis und Kirchenverfassung. Lang Verlag, Frankfurt am Main/Berlin/Bern/Bruxelles/New York/Oxford/Wien 2002, ISBN 3-631-39250-8 (zugleich Dissertation, Münster 2001).
- Alles dem Herzen Jesu - Leben und Frömmigkeit der seligen Maria Droste zu Vischering. Mit einem Vorwort von Erzbischof Wolfgang Haas. Christiana Verlag, Kißlegg 2014, ISBN 978-3-7171-1236-5.
- Brücken zur Heiligkeit. Die Sakramente der Kirche im Leben der Heiligen und Seligen (Sakramentskatechesen). Mit einem Vorwort von Weihbischof Athanasius Schneider. Christiana Verlag, Kißlegg-Immenried 2015, ISBN 978-3-7171-1245-7.
- Jesu Gewand berühren. Die heilende Zuwendung Jesu in den Sakramentalien der Kirche. Mit einem Vorwort von Vitus Huonder. Christiana Verlag, Kißlegg 2015, ISBN 978-3-7171-1252-5.
- Novene im Geiste der Dienerin Gottes Zita, Kaiserin von Österreich und Apostolische Königin von Ungarn, Ehefrau und Mutter. Kunstverlag Josef Fink, Lindenberg 2015, ISBN 978-3-89870-971-2.
- Ermunterung zur Heiligkeit. Die Tugenden im Leben der Heiligen und Seligen. Mit einem Vorwort von Joachim Kardinal Meisner. Christiana Verlag, Kißlegg 2016, ISBN 978-3-7171-1262-4.
- Kaufpreis unseres Heils. Zugänge zum Geheimnis des kostbaren Blutes Jesu Christi. Mit einem Vorwort von Erzbischof Wolfgang Haas. Christiana-Verlag, Kißlegg 2017, ISBN 978-3-7171-1272-3.
- Jesu Name sei gepriesen! Zugänge zum Geheimnis des heiligsten Namens Jesu. Mit einem Vorwort von Weihbischof Andreas Laun. Christiana Verlag, Kißlegg 2017, ISBN 978-3-7171-1284-6.

- Fatima und der Luciani-Papst. Eine wahre Entdeckung marianischer Frömmigkeit, mit einem Geleitwort von Bernward Deneke. Christiana Verlag, Kißlegg 2017, ISBN 978-3-7171-1279-2.
- Wie Zeichen, die Gott aufgestellt. Die Heiligen als Impulsgeber für unsere Zeit. Eine persönliche Auswahl von Heiligenleben für das Leben. Mit einem Vorwort von Manfred Hauke. Christiana Verlag, Kißlegg 2018, ISBN 978-3-7171-1288-4.
- Katholische Einfälle. Ansichten eines Hagiografen in turbulenter Zeit. Christiana Verlag, Kißlegg 2018, ISBN 978-3-7171-1289-1.
- Jeanne d'Arc - Mensch der Kirche. Ein Leben zwischen freiem Gewissen und kirchlicher Bindung. Mit einem Vorwort von Erzbischof Wolfgang Haas. Christiana Verlag, Kißlegg 2019, ISBN 978-3-7171-1306-5.